# 楞严寺和“湖光岩”摩崖石刻
楞严寺和“湖光岩”摩崖石刻，位于中国广东省湛江市湛江湖光岩风景区内，为湛江市的一个市、县级文物保护单位，类型为古建筑，公布时间为1986年12月3日。
楞严寺和“湖光岩”摩崖石刻的历史年代为宋代。